# Токуґава Цунайосі
Токуґава Цунайосі (яп. 徳川 綱吉, 23 лютого 1646 — 19 лютого 1709) — 5-й сьоґун сьоґунату Едо. Правив у 1680—1709. Другий син Токуґави Ієміцу, 3-го сьоґуна сьоґунату Едо. Молодший брат Токуґави Ієцуни, 4-го сьоґуна. Мати Цунайосі була донькою бакалійника з родини Хондзе з Кіото. В час правління Цунайосі відбулися події, відомі як помста Ако (або 47 ронінів).

## Життєпис
З дитинства він відрізнявся надактивністю. Його батько, побоюючись, що син міг би узурпувати владу своїх братів, наказав щоб хлопчик не навчався військовим мистецтвам, а перш за все вивчав науки. У 1661—1680 роках Токуґава Цунайосі був даймьо князівства Татебаясі в провінції Кодзуке. У червні 1680 роки після смерті свого старшого брата Токуґави Ієцуни, який не залишив після себе прямого спадкоємця, Цунайосі стає новим сьоґуном.
Перебував під сильним впливом свого верховного радника і фаворита Йосіясу Янаґісаві, був суворим поборником конфуціанства і одночасно буддистом — противником усілякого кровопролиття, захисником бездомних собак та інших тварин. 1685 року видав наказ «Сьоруї аваремі-но рей», наказавши будувати притулки для покинутих тварин. Сьогун наділив собак більшими правами, ніж людей. Так, зі зграєю собак, яка знищувала посіви, належало обходитися особливим чином: перш за все селянам належало заприсягтися, що жодна собака не постраждає. Потім ласками і умовляннями попросити тварин піти. При цьому категорично заборонялося кричати, що-небудь кидати і висловлювати неповагу до звірів. За лайливе слово на адресу вуличного собаки, до якого належало звертатися лише як «о-іну сама» («Високошановний Собака»), порушника очікувало тілесне покарання. За це Токуґава Цунайосі отримав прізвисько Іну-кубо («Його собача світлість» або «собачий сьогун»). Після смерті матері він в пам'ять про неї побудував храм Гококу-дзі.
Володарювання Токуґава Цунайосі збіглося з періодом Ґенроку (також відоме у дослідників як «Японський Ренесанс»), розквітом міської культури, літератури, образотворчого та театрального мистецтва, небувалою розкішшю не лише при дворі сьогуна, а й в родинах багатих купців Нагасакі, Осаки та інших міст.
Увесь час панування Цунайосі Японія перебувала у стані фінансової кризи, зокрема надходження податків скоротилося на 28—29%. Причиною цьому була корупція чиновників. Відбувалося постійне зростання цін на продукти харчування, внаслідок цього уряд бакуфу вимушений був зменшувати вміст золотої монети, що також погіршувало економічну ситуацію. До цього додалися надзвичайні лиха: 1706 року східну частину Хонсю в районі Едо накрив потужний тайфун, 1707 року відбулося виверження Фудзіями.
Після смерті у 1709 році влада перейшла до його небожа Токуґави Ієнобу, який скасував більшість наказів Цунайосі.